# Сторфорш
Сторфорш (на шведски: Storfors, на шведски се изговаря по-близко до Стурфорш) е град в западната част на централна Швеция, лен Вермланд. Главен административен център на едноименната община Сторфорш. Намира се на около 210 km на северозапад от столицата Стокхолм и на около 70 km на североизток от Карлстад. На около 5 km на юг от Сторфорш се намира езерото Улветерн. Получава статут на търговски град (на шведски шьопинг) през 1950 г. Има жп гара. Населението на града е 2337 жители според данни от преброяването през 2010 г.